# A Mezquita
A Mezquita és un municipi de la província d'Ourense a Galícia. Pertany a la Comarca de Viana. Limita a l'oest amb A Gudiña, al nord amb Viana do Bolo, al nord-est i est amb Zamora (a Castella i Lleó) i al sud amb Portugal (districte de Bragança). Les principals alçàries del municipi són Altos de Aguallal (1664 m.), Chao do Porco (1469 m.), Valdeinfantes (1440 m.), Portela da Canda (1262 m.), Alto de Marabón (1493 m.), Castelo (1362 m.), Zureira (1390 m.), la Serra Esculqueira (1149 m.) i Penedo dos Tres Reinos (1025 m.)
| 3.033 | 2.635 | 2.651 | 2.098 | 1.406 |
| Fonts: INE i IGE (Els criteris de registre censal variaren i les dades de l'INE i de l'IGE poden no coincidir.) |       |       |       |       |

## Parròquies
- A Esculqueira (Santa Eufemia)
- A Mezquita (San Martiño)
- A Vilavella (Santa María da Cabeza)
- Cádavos (Santa María Madanela)
- Castromil (Nosa Sra. da Encarnación)
- Chaguazoso (Santiago)
- Manzalvos (Santa María)
- O Pereiro (San Pedro)
- Santigoso (San Simón)